# Du hast mich so fasziniert
Chansons représentant l'Autriche au Concours Eurovision de la chanson
Der K und K Kalypso aus Wien
(1959) Sehnsucht
(1961)
Du hast mich so fasziniert est la chanson représentant l'Autriche au Concours Eurovision de la chanson 1960. Elle est interprétée par Harry Winter.
La chanson est la septième de la soirée, suivant Voi Voi interprétée par Nora Brockstedt pour la Norvège et précédant Ce soir-là interprétée par François Deguelt pour Monaco.
À la fin des votes, Du hast mich so fasziniert obtient six points et prend la septième place sur treize participants.

## Source de la traduction
- (en) Cet article est partiellement ou en totalité issu de l’article de Wikipédia en anglais intitulé « Du hast mich so fasziniert » (voir la liste des auteurs).